# Ключ 36
Ключ 36 (трад. и упр. 夕) — ключ Канси со значением «вечер»; один из 34, состоящих из трёх штрихов.
В словаре Канси есть 34 символа (из 49 030), которые можно найти c этим радикалом.

## История
Древняя идеограмма серпа молодой луны стала основой возникновения иероглифа «вечер».
Более позднее начертание пиктограммы несколько изменилось и теперь отличается от «Луны». Этим рисунком древние китайцы хотели, скорее всего, изобразить светило, уходящее за склон горы, тем самым обозначив наступление темноты.
Самостоятельно иероглиф употребляется в значении «вечер, закат».
В собственном значении используется редко.

Вид в Цзягувэнь
Вид в Цзиньвэнь
Вид в Цзяньду]
Вид в большой печати Чжуаньшу
Вид в малой печати Чжуаньшу

В словарях находится под номером 36.

## Значение
1. Вечер
2. Закат
3. Ночь
4. Конец года и конец января
5. Неверно

## Варианты прочтения
- кит. 夕, пиньинь xī, си.
- яп. せき, seki, секи.
- кор. 저녁 jeonyeok джонёк,?, 석 seok, сок?.

## Примеры иероглифов
| Доп. штрихи | Иероглифы            |
| ----------- | -------------------- |
| 0           | 夕                   |
| 2           | 㚈 外 夗 夘          |
| 3           | 多 夛 夙             |
| 5           | 夜 夝 㚉             |
| 7           | 夞 𡖖                |
| 8           | 𡖡 够 夠             |
| 9           | 㚊 夡                |
| 10          | 𡖱 𡖵                |
| 11          | 𡖼 㚋 㚌 夢 夣 夤 夥 |
| 12          | 夦                   |
| 13          | 𡗂 𡗄 𡗅             |
| 15          | 𡗉 𡗊 㚍             |
| 16          | 𡗋 𡗐                |
| 18          | 𡗎                   |

- Примечание: Ваш браузер может отображать иероглифы неправильно.